# Strade Bianche 2017
La 11e édition des Strade Bianche a lieu le 4 mars 2017. Elle fait partie du calendrier UCI World Tour 2017 en catégorie 1.UWT. La course faisait précédemment partie de l'UCI Europe Tour en catégorie 1.1 de 2007 à 2014 et 1.HC en 2015 et 2016.

## Présentation

### Parcours
Onze strade bianche sont au programme de cette édition :

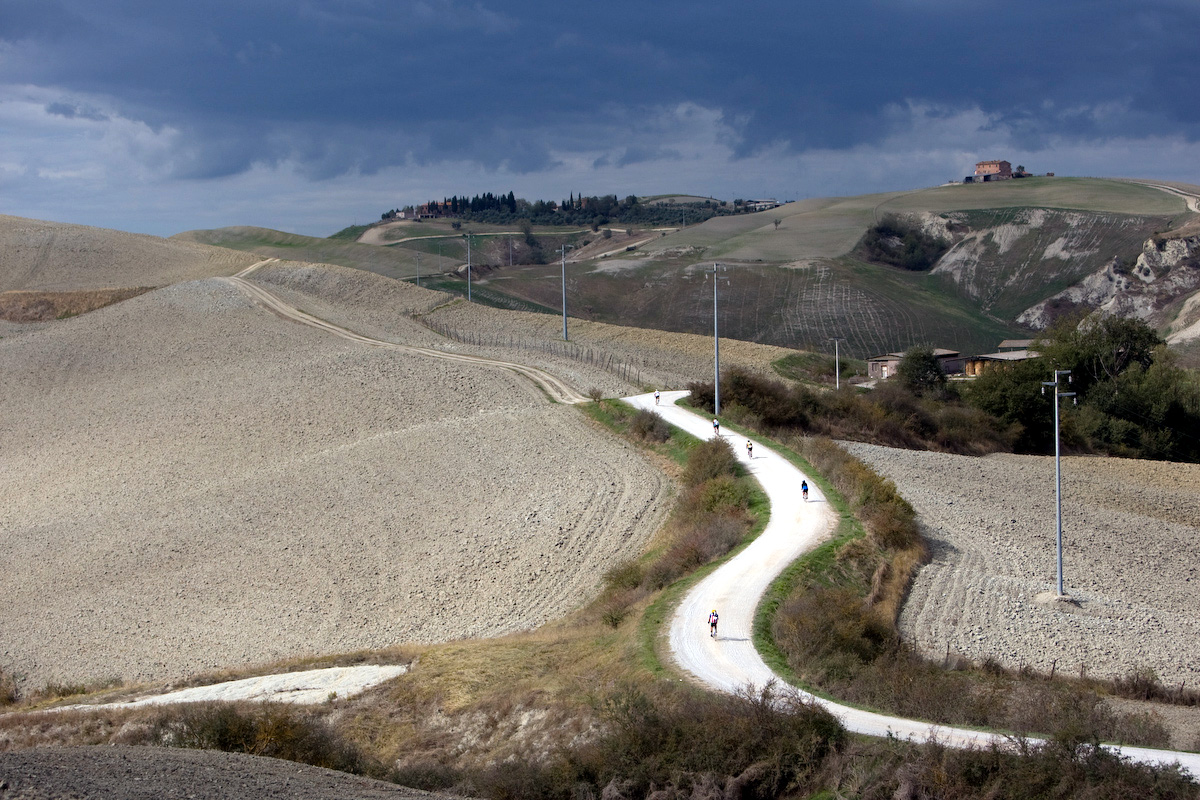
L'une des strade bianche.

| Secteur | Nom                   | Position                         | Longueur | Difficulté |
| ------- | --------------------- | -------------------------------- | -------- | ---------- |
| 1       | Vidritta              | entre le km 11,1 et le km 13,1   | 2 100 m  | 01         |
| 2       | Bagnaia               | entre le km 17,0 et le km 21,7   | 4 700 m  |            |
| 3       | Radi                  | entre le km 27,8 et le km 32,2   | 4 400 m  |            |
| 4       | Comune di Murlo       | entre le km 38,5 et le km 44     | 5 500 m  | 01         |
| 5       | Lucignano d'Asso      | entre le km ? et le km ?         | 11 900 m | 03         |
| 6       | Radi Bianche          | entre le km ? et le km ?         | 8 000 m  | ?          |
| 7       | San Martino in Grania | entre le km 102,2 et le km 111,7 | 9 500 m  | ?          |
| 8       | Monte Sante Marie     | entre le km 121 et le km 132,5   | 11 500 m | 05         |
| 9       | Monteaperti           | entre le km 151,4 et le km 152,2 | 800 m    | 01         |
| 10      | Colle Pinzuto         | entre le km 155,6 et le km 158   | 2 400 m  | 04         |
| 11      | Le Tolfe              | entre le km 161,7 et le km 163   | 1 100 m  | 03         |

### Équipes
On retrouve un total de 21 équipes au départ, 18 faisant partie des ProTeams, la première division mondiale, et les trois autres des équipes continentales professionnelles, la seconde division mondiale.
| WorldTeams (18)- AG2R La Mondiale - Astana - Bahrain-Merida - BMC Racing Team - Bora-Hansgrohe - Cannondale-Drapac - Dimension Data - FDJ - Katusha-Alpecin - Lotto NL-Jumbo - Lotto-Soudal - Movistar Team - Orica-Scott - Quick-Step Floors - Sky - Team Sunweb - Trek-Segafredo - UAE Team Emirates Équipes continentales professionnelles (3)- Androni Giocattoli - Bardiani CSF - Nippo-Vini Fantini |
| |

## Déroulement de la course
Faisant partie d'un groupe d'autres favoris, Michal Kwiatkowski est parti seul à 14 kilomètres de l'arrivée. Bien plus fort que le trio de chasse composé par Greg van Avermaet, Zdenek Stybar et Tim Wellens, le coureur Polonais s'est imposé à Sienne avec 15 secondes sur van Avermaet. Ainsi, il a remporté pour la deuxième fois de sa carrière la course Italienne après son succès en 2014. 

## Classements

### Classement final
| \| Classement général \| Classement général \| Classement général \| Classement général \| Classement général \| \| Coureur \| Coureur \| Pays \| Équipe \| Temps \| \| ------------------ \| ----------------------- \| ------------------ \| ------------------ \| ------------------ \| \| 1er \| Michał Kwiatkowski \| Pologne \| Team Sky \| 4 h 42 min 42 s \| \| 2e \| Greg Van Avermaet \| Belgique \| BMC Racing Team \| + 15 s \| \| 3e \| Tim Wellens \| Belgique \| Lotto-Soudal \| + 17 s \| \| 4e \| Zdeněk Štybar \| Tchéquie \| Quick-Step Floors \| + 23 s \| \| 5e \| Tom Dumoulin \| Pays-Bas \| Team Sunweb \| + 1 min 26 s \| \| 6e \| Luke Durbridge \| Australie \| Orica-Scott \| + 1 min 26 s \| \| 7e \| Christopher Juul Jensen \| Danemark \| Orica-Scott \| + 1 min 29 s \| \| 8e \| Tiesj Benoot \| Belgique \| Lotto-Soudal \| + 2 min 20 s \| \| 9e \| Thibaut Pinot \| France \| FDJ \| + 2 min 23 s \| \| 10e \| Scott Thwaites \| Royaume-Uni \| Dimension Data \| + 2 min 52 s \| \| 11e \| José Gonçalves \| Portugal \| Katusha-Alpecin \| + 3 min 10 s \| \| 12e \| Quentin Jauregui \| France \| AG2R La Mondiale \| + 4 min 05 s \| \| 13e \| Fabio Felline \| Italie \| Trek-Segafredo \| + 4 min 05 s \| \| 14e \| Luis León Sánchez \| Espagne \| Astana \| + 4 min 41 s \| \| 15e \| Stefan Küng \| Suisse \| BMC Racing Team \| + 5 min 31 s \| \| 16e \| Vegard Stake Laengen \| Norvège \| UAE Team Emirates \| + 5 min 41 s \| \| 17e \| Gianni Moscon \| Italie \| Team Sky \| + 5 min 55 s \| \| 18e \| Ondřej Cink \| Tchéquie \| Bahrain-Merida \| + 6 min 22 s \| \| 19e \| Edvald Boasson Hagen \| Norvège \| Dimension Data \| + 8 min 15 s \| \| 20e \| Truls Engen Korsæth \| Norvège \| Astana \| + 8 min 15 s \| |                         |             |                   |                 |
| |                         |             |                   |                 |
| Sources : ProCyclingStats Cycling Quotient |                         |             |                   |                 |
| Classement général |                         |             |                   |                 |
| Coureur | Coureur                 | Pays        | Équipe            | Temps           |
| 1er | Michał Kwiatkowski      | Pologne     | Team Sky          | 4 h 42 min 42 s |
| 2e | Greg Van Avermaet       | Belgique    | BMC Racing Team   | + 15 s          |
| 3e | Tim Wellens             | Belgique    | Lotto-Soudal      | + 17 s          |
| 4e | Zdeněk Štybar           | Tchéquie    | Quick-Step Floors | + 23 s          |
| 5e | Tom Dumoulin            | Pays-Bas    | Team Sunweb       | + 1 min 26 s    |
| 6e | Luke Durbridge          | Australie   | Orica-Scott       | + 1 min 26 s    |
| 7e | Christopher Juul Jensen | Danemark    | Orica-Scott       | + 1 min 29 s    |
| 8e | Tiesj Benoot            | Belgique    | Lotto-Soudal      | + 2 min 20 s    |
| 9e | Thibaut Pinot           | France      | FDJ               | + 2 min 23 s    |
| 10e | Scott Thwaites          | Royaume-Uni | Dimension Data    | + 2 min 52 s    |
| 11e | José Gonçalves          | Portugal    | Katusha-Alpecin   | + 3 min 10 s    |
| 12e | Quentin Jauregui        | France      | AG2R La Mondiale  | + 4 min 05 s    |
| 13e | Fabio Felline           | Italie      | Trek-Segafredo    | + 4 min 05 s    |
| 14e | Luis León Sánchez       | Espagne     | Astana            | + 4 min 41 s    |
| 15e | Stefan Küng             | Suisse      | BMC Racing Team   | + 5 min 31 s    |
| 16e | Vegard Stake Laengen    | Norvège     | UAE Team Emirates | + 5 min 41 s    |
| 17e | Gianni Moscon           | Italie      | Team Sky          | + 5 min 55 s    |
| 18e | Ondřej Cink             | Tchéquie    | Bahrain-Merida    | + 6 min 22 s    |
| 19e | Edvald Boasson Hagen    | Norvège     | Dimension Data    | + 8 min 15 s    |
| 20e | Truls Engen Korsæth     | Norvège     | Astana            | + 8 min 15 s    |

## Liste des participants
| Légende | Légende                                                                    | Légende | Légende                                                    |
| ------- | -------------------------------------------------------------------------- | ------- | ---------------------------------------------------------- |
| Num     | Dossard de départ porté par le coureur sur ce Strade Bianche               | Pos     | Position à l'arrivée de la course                          |
|         | Indique un maillot de champion national ou mondial, suivi de sa spécialité | NP      | Indique un coureur qui n'a pas pris le départ de la course |
| AB      | Indique un coureur qui n'a pas terminé la course                           | HD      | Indique un coureur qui a terminé la course hors des délais |

| AG2R La Mondiale ALM                 | AG2R La Mondiale ALM   | AG2R La Mondiale ALM |
| ------------------------------------ | ---------------------- | -------------------- |
| Num                                  | Coureur                | Pos                  |
| 1                                    | Jan Bakelants (BEL)    |                      |
| 2                                    | Clément Chevrier (FRA) |                      |
| 3                                    | Hubert Dupont (FRA)    |                      |
| 4                                    | Alexandre Geniez (FRA) |                      |
| 5                                    | Hugo Houle (CAN)       |                      |
| 6                                    | Quentin Jauregui (FRA) |                      |
| 7                                    | Matteo Montaguti (ITA) |                      |
| 8                                    | Nans Peters (FRA)      |                      |
| Directeur sportif : Artūras Kasputis |                        |                      |

| Androni Giocattoli ANS           | Androni Giocattoli ANS | Androni Giocattoli ANS |
| -------------------------------- | ---------------------- | ---------------------- |
| Num                              | Coureur                | Pos                    |
| 11                               | Marco Benfatto (ITA)   |                        |
| 12                               | Raffaello Bonusi (ITA) |                        |
| 13                               | Mattia Frapporti (ITA) |                        |
| 14                               | Fausto Masnada (ITA)   |                        |
| 15                               | Luca Pacioni (ITA)     |                        |
| 16                               | Andrea Palini (ITA)    |                        |
| 17                               | Matteo Spreafico (ITA) |                        |
| 18                               | Andrea Vendrame (ITA)  |                        |
| Directeur sportif : Gianni Savio |                        |                        |

| Astana AST                          | Astana AST                                  | Astana AST |
| ----------------------------------- | ------------------------------------------- | ---------- |
| Num                                 | Coureur                                     | Pos        |
| 21                                  | Fabio Aru (ITA)                             |            |
| 22                                  | Sergey Chernetskiy (RUS) (Contre-la-montre) |            |
| 23                                  | Oscar Gatto (ITA)                           |            |
| 24                                  | Andriy Grivko (UKR)                         |            |
| 25                                  | Dmitriy Gruzdev (KAZ)                       |            |
| 26                                  | Bakhtiyar Kozhatayev (KAZ)                  |            |
| 27                                  | Moreno Moser (ITA)                          |            |
| 28                                  | Nikita Stalnov (KAZ)                        |            |
| Directeur sportif : Alexandr Shefer |                                             |            |

| Bahrain-Merida TBM                | Bahrain-Merida TBM                                    | Bahrain-Merida TBM |
| --------------------------------- | ----------------------------------------------------- | ------------------ |
| Num                               | Coureur                                               | Pos                |
| 31                                | Vincenzo Nibali (ITA)                                 |                    |
| 32                                | Manuele Boaro (ITA)                                   |                    |
| 33                                | Ondřej Cink (SLO)                                     |                    |
| 34                                | Iván García (ESP)                                     |                    |
| 35                                | Domen Novak (SLO)                                     |                    |
| 36                                | David Per (SLO)                                       |                    |
| 37                                | Kanstantsin Siutsou (BLR) (Route et Contre-la-montre) |                    |
| 38                                | Giovanni Visconti (ITA)                               |                    |
| Directeur sportif : Alberto Volpi |                                                       |                    |

| Bardiani CSF BRD                      | Bardiani CSF BRD         | Bardiani CSF BRD |
| ------------------------------------- | ------------------------ | ---------------- |
| Num                                   | Coureur                  | Pos              |
| 41                                    | Nicola Boem (ITA)        |                  |
| 42                                    | Simone Andreetta (ITA)   |                  |
| 43                                    | Mirco Maestri (ITA)      |                  |
| 44                                    | Niccolò Pacinotti (ITA)  |                  |
| 45                                    | Stefano Pirazzi (ITA)    |                  |
| 46                                    | Alessandro Tonelli (ITA) |                  |
| 47                                    | Simone Velasco (ITA)     |                  |
| 48                                    | Luca Wackermann (ITA)    |                  |
| Directeur sportif : Roberto Reverberi |                          |                  |

| BMC Racing BMC                          | BMC Racing BMC          | BMC Racing BMC |
| --------------------------------------- | ----------------------- | -------------- |
| Num                                     | Coureur                 | Pos            |
| 51                                      | Greg Van Avermaet (BEL) |                |
| 52                                      | Brent Bookwalter (USA)  |                |
| 53                                      | Damiano Caruso (ITA)    |                |
| 54                                      | Jempy Drucker (LUX)     |                |
| 55                                      | Ben Hermans (BEL)       |                |
| 56                                      | Stefan Küng (SUI)       |                |
| 57                                      | Daniel Oss (ITA)        |                |
| 58                                      | Manuel Quinziato (ITA)  |                |
| Directeur sportif : Maximilian Sciandri |                         |                |

| Bora-Hansgrohe BOH                   | Bora-Hansgrohe BOH        | Bora-Hansgrohe BOH |
| ------------------------------------ | ------------------------- | ------------------ |
| Num                                  | Coureur                   | Pos                |
| 61                                   | Peter Sagan (SVK) (Route) |                    |
| 62                                   | Cesare Benedetti (ITA)    |                    |
| 63                                   | Maciej Bodnar (POL)       |                    |
| 64                                   | Marcus Burghardt (GER)    |                    |
| 65                                   | Jay McCarthy (AUS)        |                    |
| 66                                   | Gregor Mühlberger (AUT)   |                    |
| 67                                   | Christoph Pfingsten (GER) |                    |
| 68                                   | Paweł Poljański (POL)     |                    |
| Directeur sportif : Enrico Poitschke |                           |                    |

| Cannondale-Drapac CDT              | Cannondale-Drapac CDT     | Cannondale-Drapac CDT |
| ---------------------------------- | ------------------------- | --------------------- |
| Num                                | Coureur                   | Pos                   |
| 71                                 | Rigoberto Urán (COL)      |                       |
| 72                                 | Alberto Bettiol (ITA)     |                       |
| 73                                 | Simon Clarke (AUS)        |                       |
| 74                                 | Alex Howes (USA)          |                       |
| 75                                 | Kristjan Koren (SLO)      |                       |
| 76                                 | Sebastian Langeveld (NED) |                       |
| 77                                 | Toms Skujiņš (LAT)        |                       |
| 78                                 | Sep Vanmarcke (BEL)       |                       |
| Directeur sportif : Fabrizio Guidi |                           |                       |

| FDJ                             | FDJ                                    | FDJ |
| ------------------------------- | -------------------------------------- | --- |
| Num                             | Coureur                                | Pos |
| 81                              | Thibaut Pinot (FRA) (Contre-la-montre) |     |
| 82                              | William Bonnet (FRA)                   |     |
| 83                              | Johan Le Bon (FRA)                     |     |
| 84                              | Tobias Ludvigsson (SWE)                |     |
| 85                              | Steve Morabito (SUI)                   |     |
| 86                              | Sébastien Reichenbach (SUI)            |     |
| 87                              | Anthony Roux (FRA)                     |     |
| 88                              | Jérémy Roy (FRA)                       |     |
| Directeur sportif : Yvon Madiot |                                        |     |

| Lotto-Soudal LTS                | Lotto-Soudal LTS        | Lotto-Soudal LTS |
| ------------------------------- | ----------------------- | ---------------- |
| Num                             | Coureur                 | Pos              |
| 91                              | Tiesj Benoot (BEL)      |                  |
| 92                              | Sean De Bie (BEL)       |                  |
| 93                              | Bart De Clercq (BEL)    |                  |
| 94                              | Nikolas Maes (BEL)      |                  |
| 95                              | Tomasz Marczyński (POL) |                  |
| 96                              | Maxime Monfort (BEL)    |                  |
| 97                              | Jürgen Roelandts (BEL)  |                  |
| 98                              | Tim Wellens (BEL)       |                  |
| Directeur sportif : Mario Aerts |                         |                  |

| Movistar MOV                                   | Movistar MOV                             | Movistar MOV |
| ---------------------------------------------- | ---------------------------------------- | ------------ |
| Num                                            | Coureur                                  | Pos          |
| 101                                            | Andrey Amador (CRC)                      |              |
| 102                                            | Daniele Bennati (ITA)                    |              |
| 103                                            | Carlos Betancur (COL)                    |              |
| 104                                            | Nuno Bico (POR)                          |              |
| 105                                            | Richard Carapaz (ESP)                    |              |
| 106                                            | Héctor Carretero (ESP)                   |              |
| 107                                            | Alex Dowsett (GBR) (Contre-la-montre)    |              |
| 108                                            | Nélson Oliveira (POR) (Contre-la-montre) |              |
| Directeur sportif : José Vicente García Acosta |                                          |              |

| Nippo-Vini Fantini NIP            | Nippo-Vini Fantini NIP     | Nippo-Vini Fantini NIP |
| --------------------------------- | -------------------------- | ---------------------- |
| Num                               | Coureur                    | Pos                    |
| 111                               | Nicola Bagioli (ITA)       |                        |
| 112                               | Marco Canola (ITA)         |                        |
| 113                               | Iuri Filosi (ITA)          |                        |
| 114                               | Eduard-Michael Grosu (ROU) |                        |
| 115                               | Yūma Koishi (JPN)          |                        |
| 116                               | Alan Marangoni (ITA)       |                        |
| 117                               | Ivan Santaromita (ITA)     |                        |
| 118                               | Kōhei Uchima (JPN)         |                        |
| Directeur sportif : Mario Manzoni |                            |                        |

| Orica-Scott ORS                   | Orica-Scott ORS               | Orica-Scott ORS |
| --------------------------------- | ----------------------------- | --------------- |
| Num                               | Coureur                       | Pos             |
| 121                               | Roman Kreuziger (CZE) (Route) |                 |
| 122                               | Sam Bewley (NZL)              |                 |
| 123                               | Luke Durbridge (AUS)          |                 |
| 124                               | Alexander Edmondson (AUS)     |                 |
| 125                               | Jack Haig (AUS)               |                 |
| 126                               | Christopher Juul Jensen (DEN) |                 |
| 127                               | Jens Keukeleire (BEL)         |                 |
| 128                               | Svein Tuft (CAN)              |                 |
| Directeur sportif : Neil Stephens |                               |                 |

| Quick-Step Floors QST              | Quick-Step Floors QST                         | Quick-Step Floors QST |
| ---------------------------------- | --------------------------------------------- | --------------------- |
| Num                                | Coureur                                       | Pos                   |
| 131                                | Zdeněk Štybar (CZE)                           |                       |
| 132                                | Gianluca Brambilla (ITA)                      |                       |
| 133                                | Bob Jungels (LUX) (Route et Contre-la-montre) |                       |
| 134                                | Davide Martinelli (ITA)                       |                       |
| 135                                | Maximiliano Richeze (ARG)                     |                       |
| 136                                | Matteo Trentin (ITA)                          |                       |
| 137                                | Petr Vakoč (CZE)                              |                       |
| 138                                | Julien Vermote (BEL)                          |                       |
| Directeur sportif : Davide Bramati |                                               |                       |

| Dimension Data DDD                | Dimension Data DDD                                     | Dimension Data DDD |
| --------------------------------- | ------------------------------------------------------ | ------------------ |
| Num                               | Coureur                                                | Pos                |
| 141                               | Edvald Boasson Hagen (NOR) (Route et Contre-la-montre) |                    |
| 142                               | Igor Antón (ESP)                                       |                    |
| 143                               | Mekseb Debesay (ERI)                                   |                    |
| 144                               | Bernhard Eisel (AUT)                                   |                    |
| 145                               | Daniel Teklehaimanot (ERI) (Route et Contre-la-montre) |                    |
| 146                               | Jay Robert Thomson (RSA)                               |                    |
| 147                               | Scott Thwaites (GBR)                                   |                    |
| 148                               | Johann van Zyl (RSA)                                   |                    |
| Directeur sportif : Roger Hammond |                                                        |                    |

| Katusha-Alpecin KAT               | Katusha-Alpecin KAT      | Katusha-Alpecin KAT |
| --------------------------------- | ------------------------ | ------------------- |
| Num                               | Coureur                  | Pos                 |
| 151                               | Maxim Belkov (RUS)       |                     |
| 152                               | José Gonçalves (POR)     |                     |
| 153                               | Tiago Machado (POR)      |                     |
| 154                               | Marco Mathis (GER)       |                     |
| 155                               | Nils Politt (GER)        |                     |
| 156                               | Jhonatan Restrepo (COL)  |                     |
| 157                               | Mads Würtz Schmidt (DEN) |                     |
| 158                               | Ángel Vicioso (ESP)      |                     |
| Directeur sportif : Claudio Cozzi |                          |                     |

| Lotto NL-Jumbo TLJ            | Lotto NL-Jumbo TLJ                     | Lotto NL-Jumbo TLJ |
| ----------------------------- | -------------------------------------- | ------------------ |
| Num                           | Coureur                                | Pos                |
| 161                           | Enrico Battaglin (ITA)                 |                    |
| 162                           | Bert-Jan Lindeman (NED)                |                    |
| 163                           | Juan José Lobato (ESP)                 |                    |
| 164                           | Paul Martens (GER)                     |                    |
| 165                           | Primož Roglič (SLO) (Contre-la-montre) |                    |
| 166                           | Floris De Tier (BEL)                   |                    |
| 167                           | Antwan Tolhoek (NED)                   |                    |
| 168                           | Alexey Vermeulen (USA)                 |                    |
| Directeur sportif : Jan Boven |                                        |                    |

| Sky SKY                         | Sky SKY                  | Sky SKY |
| ------------------------------- | ------------------------ | ------- |
| Num                             | Coureur                  | Pos     |
| 171                             | Diego Rosa (ITA)         |         |
| 172                             | Ian Boswell (USA)        |         |
| 173                             | Tao Geoghegan Hart (GBR) |         |
| 174                             | Michał Gołaś (POL)       |         |
| 175                             | Michał Kwiatkowski (POL) |         |
| 176                             | Gianni Moscon (ITA)      |         |
| 177                             | Salvatore Puccio (ITA)   |         |
| 178                             | Geraint Thomas (GBR)     |         |
| Directeur sportif : Dario Cioni |                          |         |

| Sunweb SUN                    | Sunweb SUN                            | Sunweb SUN |
| ----------------------------- | ------------------------------------- | ---------- |
| Num                           | Coureur                               | Pos        |
| 181                           | Tom Dumoulin (NED) (Contre-la-montre) |            |
| 182                           | Chad Haga (USA)                       |            |
| 183                           | Wilco Kelderman (NED)                 |            |
| 184                           | Georg Preidler (AUT)                  |            |
| 185                           | Ramon Sinkeldam (NED)                 |            |
| 186                           | Laurens ten Dam (NED)                 |            |
| 187                           | Mike Teunissen (NED)                  |            |
| 188                           | Albert Timmer (NED)                   |            |
| Directeur sportif : Marc Reef |                                       |            |

| Trek-Segafredo TFS                | Trek-Segafredo TFS                                 | Trek-Segafredo TFS |
| --------------------------------- | -------------------------------------------------- | ------------------ |
| Num                               | Coureur                                            | Pos                |
| 191                               | Eugenio Alafaci (ITA)                              |                    |
| 192                               | Matthias Brändle (AUT) (Route et Contre-la-montre) |                    |
| 193                               | Marco Coledan (ITA)                                |                    |
| 194                               | Fabio Felline (ITA)                                |                    |
| 195                               | Markel Irizar (ESP)                                |                    |
| 196                               | Mads Pedersen (DEN)                                |                    |
| 197                               | Kiel Reijnen (USA)                                 |                    |
| 198                               | Jasper Stuyven (BEL)                               |                    |
| Directeur sportif : Adriano Baffi |                                                    |                    |

| UAE Emirates UAD                  | UAE Emirates UAD           | UAE Emirates UAD |
| --------------------------------- | -------------------------- | ---------------- |
| Num                               | Coureur                    | Pos              |
| 201                               | Rui Costa (POR)            |                  |
| 202                               | Kristijan Đurasek (CRO)    |                  |
| 203                               | Vegard Stake Laengen (NOR) |                  |
| 204                               | Marco Marcato (ITA)        |                  |
| 205                               | Sacha Modolo (ITA)         |                  |
| 206                               | Matej Mohorič (SLO)        |                  |
| 207                               | Przemysław Niemiec (POL)   |                  |
| 208                               | Oliviero Troia (ITA)       |                  |
| Directeur sportif : Orlando Maini |                            |                  |